# Guy Lacombe
Guy Lacombe (nacido el 13 de junio de 1955 en Villefranche-de-Rouergue, Francia) es un exfutbolista y entrenador francés.

## Carrera como entrenador
AS Cannes
Lacombe dio sus primeros pasos como técnico en 1990, dirigiendo el centro de formación del AS Cannes. En octubre de 1995, fue llamado para dirigir al primer equipo, en lo que fue su debut profesional en los banquillos.
Toulouse y Guingamp
Posteriormente pasó por el Toulouse FC (siendo cesado en enero de 1999 debido a que el equipo era el último clasificado) y el EA Guingamp, al que ascendió a la Ligue 1 y lo mantuvo dos años en la élite.
Sochaux
En 2002 llegó al FC Sochaux, con el que obtuvo su primer título, la Copa de la Liga de Francia, y logró buenos resultados en la Ligue 1, pero fue destituido debido a diferencias con el presidente.
París Saint-Germain
A finales de 2005 comenzó a entrenar el París Saint-Germain, con el que ganó la Copa de Francia al año siguiente, pero en cambio, no pudo obtener buenos registros en la Ligue 1 (8 victorias, 16 empates y 14 derrotas en los partidos a los que dirigió al equipo parisino). Abandonó la entidad en enero de 2007.
Stade Rennais
A finales de ese mismo año, se incorporó al Stade Rennais, al que dirigió al 6º puesto del campeonato.
Mónaco
También dirigió al AS Mónaco, finalizando en 8º puesto en la Ligue 1 2009-10. Sin embargo, no pudo enderezar el rumbo de un equipo en plena tendencia negativa y terminó siendo cesado en enero de 2011.
Al Wasl
Al año siguiente se incorporó al Al Wasl de los Emiratos Árabes Unidos, al que se incorporó en noviembre de 2012 para sustituir a Bruno Metsu. Fue cesado en febrero de 2013, dejando al equipo en 9º puesto del campeonato.
Federación Francesa
En 2013, comenzó a trabajar para la Federación Francesa de Fútbol, encargándose de la formación del personal técnico. Dejó el puesto tras cuatro años.

## Clubes

### Como jugador
| Club                     | País    | Año       |
| ------------------------ | ------- | --------- |
| Villefranche-de-Rouergue | Francia | 1970-1975 |
| US Albi                  | Francia | 1975-1976 |
| FC Nantes                | Francia | 1976-1979 |
| RC Lens                  | Francia | 1979-1981 |
| Tours FC                 | Francia | 1981-1983 |
| Toulouse FC              | Francia | 1983-1985 |
| Stade Rennais FC         | Francia | 1985-1986 |
| Lille OSC                | Francia | 1986-1987 |
| AS Cannes                | Francia | 1987-1989 |

### Como entrenador
| Club                | País                   | Año       | P   | PG | PE | PP | % v.  |
| ------------------- | ---------------------- | --------- | --- | -- | -- | -- | ----- |
| AS Cannes           | Francia                | 1995-1997 | 76  | 25 | 22 | 29 | 32.89 |
| Toulouse FC         | Francia                | 1998-1999 | 20  | 2  | 9  | 9  | 10    |
| EA Guingamp         | Francia                | 1999-2002 | 130 | 48 | 36 | 46 | 36.92 |
| FC Sochaux          | Francia                | 2002-2005 | 152 | 48 | 33 | 33 | 31.58 |
| París Saint-Germain | Francia                | 2005-2007 | 44  | 10 | 19 | 15 | 22.73 |
| Stade Rennais       | Francia                | 2007-2009 | 73  | 34 | 24 | 15 | 46.58 |
| AS Monaco           | Francia                | 2009-2011 | 67  | 25 | 20 | 22 | 37.31 |
| Al Wasl             | Emiratos Árabes Unidos | 2012-2013 | 15  | 4  | 2  | 9  | 26.67 |